# Piter FM
Piter FM (russisk: Питер FM) er en russisk spillefilm fra 2006 af Oksana Bytjkova.

## Medvirkende
- Jekaterina Fedulova som Masja
- Jevgenij Tsyganov som Maksim
- Aleksej Barabasj som Kostja
- Irina Rakhmanova som Lera
- Natalja Reva-Rjadinskaja som Marina